# Playground (kriminalroman)
Playground är en fristående thriller av Lars Kepler som utkom 2015 på Albert Bonniers förlag.

## Framgångar
Playground blev 2014 års sjunde mest sålda skönlitterära bok i Sverige (samma år som Kaninjägaren innehade förstaplatsen) .

## Handling
Under en militär insats i Kosovo blir löjtnant Jasmin Pascal-Anderson skjuten. Hennes hjärta stannar och när hon återvänder till livet är hon övertygad om att hon vet vad som väntar efter döden. På stranden mot en flod som antagligen är Styx ligger en hamnstad som styrs av kriminella gäng och uråldrig kinesisk byråkrati. Jasmin behandlas för krigspsykos, men när hennes son flera år senare skadas i en bilolycka och läkarna är tvungna att stoppa hans hjärta för att kunna rädda honom förstår Jasmin att hon måste följa med honom till hamnstaden för att skydda honom.